# NGCC Frederick G. Creed
Pour les articles homonymes, voir Creed.
 (mai 2025).
Si vous disposez d'ouvrages ou d'articles de référence ou si vous connaissez des sites web de qualité traitant du thème abordé ici, merci de compléter l'article en donnant les références utiles à sa vérifiabilité et en les liant à la section « Notes et références ».
Le navire Frederick G. Creed est un navire du Service hydrographique du Canada (en). Il contribue à la recherche hydroacoustique, particulièrement dans l'estuaire et dans le golfe Saint-Laurent.

## Origine du nom
Le navire a été nommé en l'honneur de Frederick G. Creed (1891-1957) qui était un inventeur et pionnier canadien, originaire de Terre-Neuve. Il est considéré comme le père du système SWATH (Small Waterplane Aera Twin Hull).

## Historique

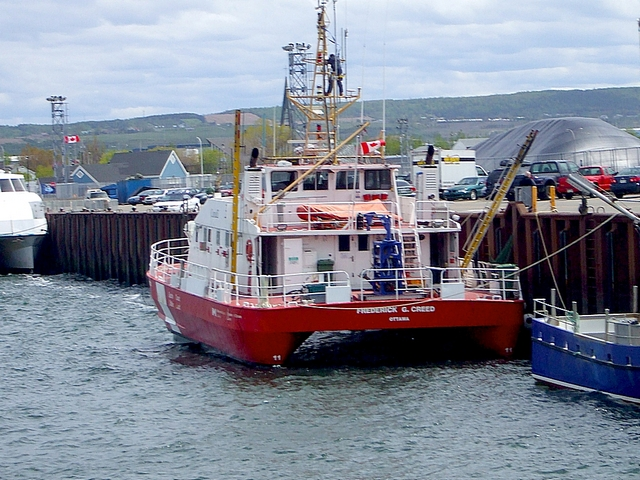
Été 2009, le NGCC Frederick G. Creed au port de Rimouski, Qc, Canada.

Construit pour le Gouvernement du Canada, il est exploité par la Garde côtière canadienne pour le compte du Service hydrographique du Canada (en), organisme scientifique du ministère des Pêches et Océans Canada. Ce multicoque en aluminium est un navire de recherche et de sondage qui est spécialisé en hydrographie.
Il est au service des chercheurs d'institutions de recherche océanographique de renom dont l'Institut Maurice-Lamontagne (IML), près de Rimouski au Québec, ainsi que de l'Institut océanographique de Bedford (Bedford Institute of Oceanography) à Halifax en Nouvelle-Écosse. Par sa conception de haute technologie de type SWATH, il procure aux chercheurs une plus grande stabilité à bord. Pour leurs travaux de précision c'est un grand avantage sur le fleuve Saint-Laurent, et ailleurs où ses services sont requis. De plus, il a été le premier navire de ce type au Canada. Son port d'enregistrement est Ottawa.

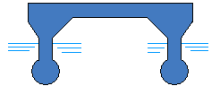
Vue de sous la ligne de flottaison du navire, de type SWATH